# Hjalmar Bjurberg

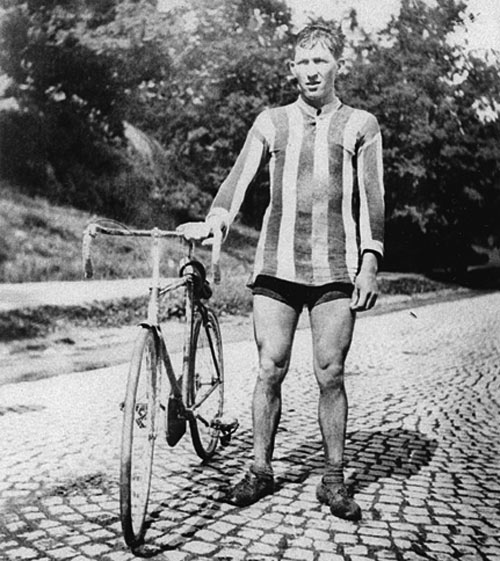
Hjalmar Bjurberg (1922)

Hjalmar Bjurberg  war ein schwedischer Radrennfahrer und nationaler Meister im Radsport. Gemeinsam mit seinen Brüdern Arthur Bjurberg und Erik Bjurberg gewann er 1922 die Mannschaftswertung im Einzelzeitfahren der schwedischen Radmeisterschaften, dabei holte er beim Dreifachsieg hinter Arthur und vor Erik die individuelle Silbermedaille. Bjurberg trat dabei zusammen mit den Brüdern zunächst für Hammarby IF an, später startete er für den Nicolai IK sowie den Ulriksdals SK. Hinter seinem vormaligen HIF-Mannschaftskameraden Karl Lundberger holte er 1926 die Silbermedaille im nationalen 10-Kilometer-Rennen, zwei Jahre zuvor hatte er im 100-Kilometer-Rennen vor Lundberger die Distriktmeisterschaft gewonnen.